# Stanislas Kostka
Pour les articles homonymes, voir Saint Stanislas et Saint-Stanislas.
Saint Stanislas Kostka, né le 28 octobre 1550 à Rostkowo (Pologne) et mort le 15 août 1568 à Rome, est un novice jésuite polonais. Ayant fui sa famille et ses frères pour pouvoir entrer chez les jésuites, il meurt à Rome peu après avoir commencé son noviciat. Canonisé le 31 décembre 1726 il est liturgiquement commémoré le 13 novembre.

## Biographie

### Jeunesse et études
Stanislas appartient à une famille de la noblesse catholique de Mazovie (Pologne) dont les membres occupaient des postes importants dans le gouvernement de Pologne. En 1564, il est envoyé en compagnie de son frère Paul (Pawel) et de son précepteur, Bilinski, au collège jésuite de Vienne. Ils y sont internes de juillet 1564 à mars 1565. L’internat fermant ses portes en 1565 (car les bâtiments sont repris aux jésuites) les deux jeunes Kostka, avec leurs serviteurs, trouvent un logement dans la maison du sénateur Kimberker, qui est luthérien. La coutume qu’a Stanislas de prier longtemps, et même tard dans la nuit, irrite son frère et d’autres compagnons qui se moquent de lui et tentent de l’humilier.

### Au collège de Vienne
Très pieux, il reçoit fréquemment la communion (fait rare à l’époque) et se confesse régulièrement. Il est également excellent élève et apprend l’allemand, le latin et les éléments de base de la langue grecque. Son grand amour pour la Vierge Marie le porte à entrer dans la congrégation mariale de Sainte-Barbe qui se réunit non seulement pour prier ensemble, mais aussi pour porter secours aux prisonniers et voyageurs démunis. Sa lecture favorite est l’Hortulus animae (le Petit Jardin de l'âme), un livre de prières et de dévotions d’origine allemande, et également populaire en Pologne.
Vienne est à cette époque le théâtre d’affrontements entre catholiques et luthériens; ces derniers sont très présents dans la ville. Stanislas admire le rôle que jouent les jésuites dans cette lutte d’influence. Déjà à l’âge de 14 ans, il souhaitait se joindre à eux, mais les jésuites refusaient l’admission de candidats aussi jeunes.
Durant une grave maladie en décembre 1566, il demande à recevoir la communion. Le propriétaire de la maison, luthérien intransigeant, s’oppose à toute visite de prêtre. Stanislas fait une profonde expérience mystique: se tournant en prière vers sainte Barbe, il en reçoit la visite. Accompagnée de deux anges, la sainte lui apporte la communion. Peu après, il se rétablit, à la grande surprise de ses proches. Il attribue cette guérison à sainte Barbe. De ce jour sa décision est prise: malgré l’opposition farouche de son père, il entrera dans la Compagnie de Jésus.
Craignant des mesures de rétorsions contre les jésuites de Pologne, le provincial d’Autriche refuse de l’admettre au noviciat local. D’autres portes se ferment, tous craignant la réaction du puissant père de Stanislas. On lui fait remarquer que voyant sa constance, ses parents finiraient par lui accorder leur autorisation. Il répondait qu'il connaissait ses parents mieux que quiconque et qu'il était vain d'attendre cela d'eux. Il se devait d'accomplir la promesse qu'il avait faite à Jésus-Christ.

### De Vienne à Rome, par Dillingen

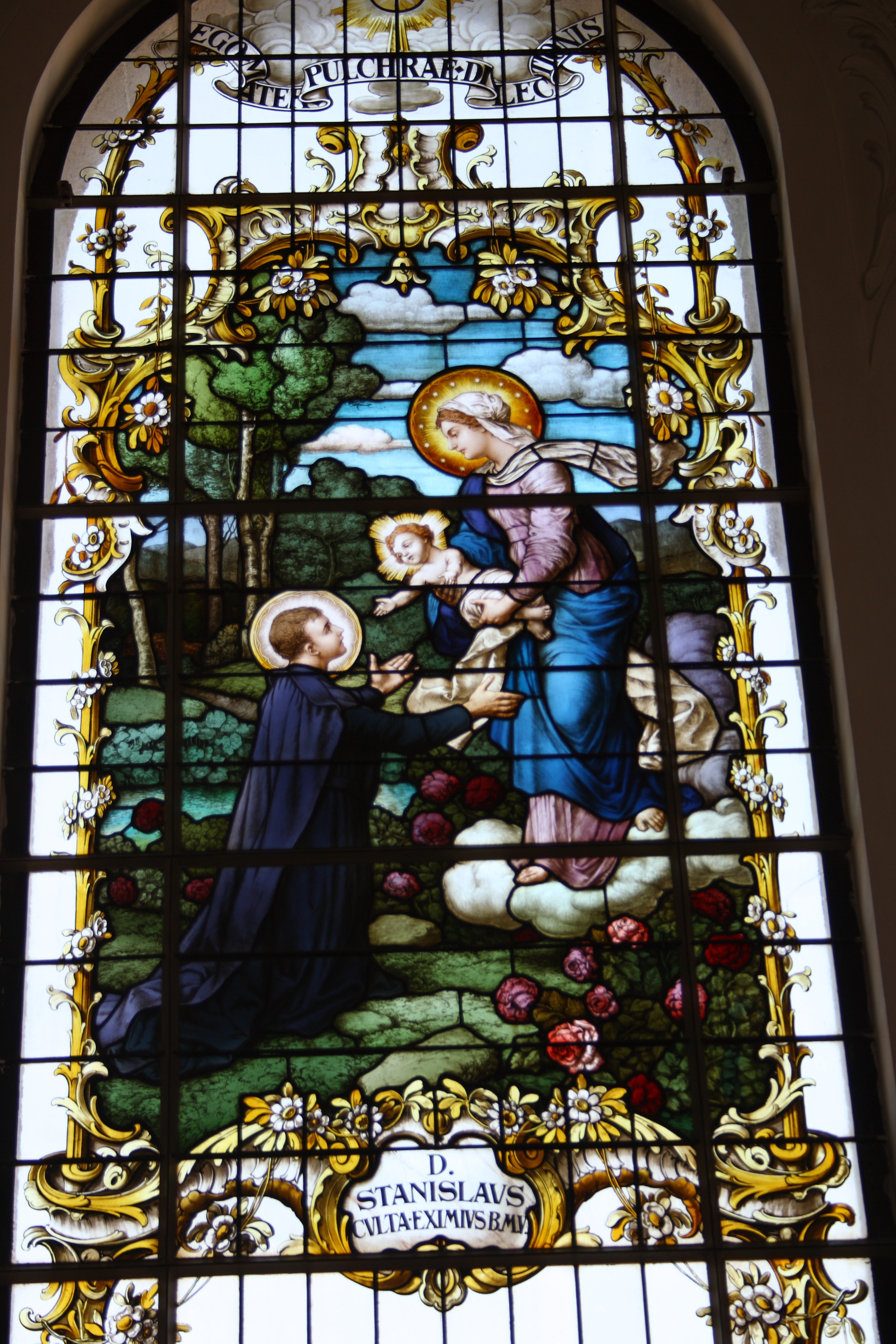
Saint Stanislas agenouillé devant la Vierge à l'Enfant sur le chemin de Rome, vitrail de l'église de Dillingen.

Seul Francisco Antonio, un jésuite portugais qui est confesseur à la cour, le soutient: il lui donne une lettre de recommandation pour Pierre Canisius, provincial jésuite d’Allemagne, suggérant que Stanislas soit admis dans une autre province jésuite. Entre-temps, l’opposition de son frère et d’autres, dont son précepteur Bilinski même, va en augmentant: des insultes ils passent aux mauvais traitements. Stanislas a pris sa décision: il prendra la fuite.
Le 10 août 1567 tôt le matin, et déguisé en mendiant, il se met en route pour Augsbourg, où il espère trouver Pierre Canisius. Sa disparition n’est découverte que le lendemain. Avec d’autres, son frère Paul se met à sa poursuite, mais en vain. En quinze jours, Stanislas arrive à Augsbourg, mais doit poursuivre jusque Dillingen où se trouve Pierre Canisius.
Canisius comprend sans difficulté la situation et l’authenticité de la vocation du jeune Polonais. Il juge préférable cependant de l’envoyer faire son noviciat à Rome et écrit en ce sens une lettre de recommandation au supérieur général, François Borgia. Muni de cette lettre et accompagné de deux autres candidats-novices, Stanislas Kostka se remet en route le 25 septembre 1567. Ils font le voyage à pied de Dillingen à Rome, une distance de 1500 km, et y arrivent le 25 octobre 1567.

### Au noviciat de Rome

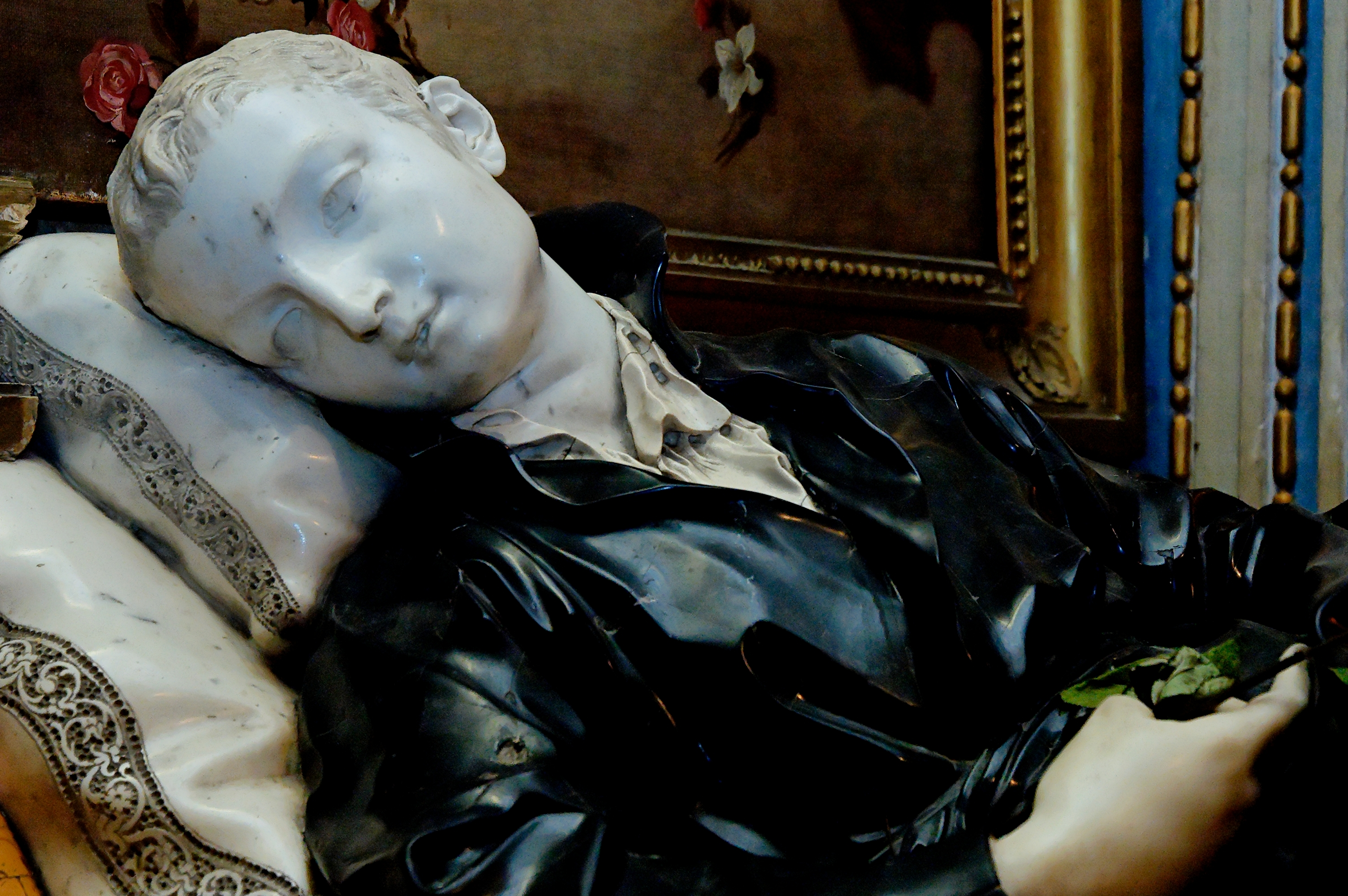
Saint Stanislas Kostka sur son lit de mort (gisant de Pierre Le Gros le jeune, Église Saint-André du Quirinal).

Quelques jours après son arrivée (le 27 octobre), il commence son noviciat, d’abord dans la maison professe du Gesù, puis au tout nouveau noviciat de Saint-André-du-Quirinal qui ouvre ses portes au début de 1568. Dans ce premier groupe de novices se trouvent également Claude Acquaviva, plus tard supérieur général de la Compagnie de Jésus et Rodolphe Acquaviva, futur martyr aux Indes.
Les qualités humaines et spirituelles du jeune Stanislas impressionnent autant ses compagnons que son maître des novices. Sa joie rayonnante, sa pureté de comportement, son esprit de service uni à une grande délicatesse de sentiments lui attirent toutes les sympathies.
La nouvelle de sa fuite et de son entrée au noviciat est parvenue à Rostkow. La réaction de son père est d’une incroyable violence. Il lui écrit : « Votre comportement insensé a déshonoré l’illustre famille des Kostka. Vous avez osé traverser l’Allemagne et l’Italie déguisé en mendiant. Si vous persistez dans cette folie, ne tentez pas de revenir en Pologne. Je vous trouverai où que vous vous cachiez et, au lieu du collier d’or que je vous préparais vous aurez des chaînes de fer et croupirez dans un cachot où vous ne verrez pas la lumière du jour »  Ému, Stanislas répond : « J’espère qu’avec le temps vous me rendrez votre ancienne affection ».

### Mort le jour de l’Assomption
Stanislas semble avoir eu la prémonition de sa mort. Au début du mois d’août 1568, il écrit une lettre à la Vierge Marie lui demandant de le prendre avec elle au ciel, le jour de son Assomption. Il garde cette lettre sur lui. Le 10 août, il devient fiévreux. Le 13 août, il est porté à l’infirmerie : de fortes alternances de fièvres aiguës avec frissons l’affaiblissent rapidement. Le paludisme est endémique à Rome. Stanislas Kostka meurt le 15 août 1568, au matin.
Jan Kostka, le père du saint, n’avait pas renoncé à son fils. Il envoie Paul, son fils aîné, à Rome avec ordre formel de ramener par tous les moyens possibles son frère en Pologne. Lorsque Paul arrive au noviciat de Saint-André du Quirinal, Stanislas n’est plus…

## Canonisation

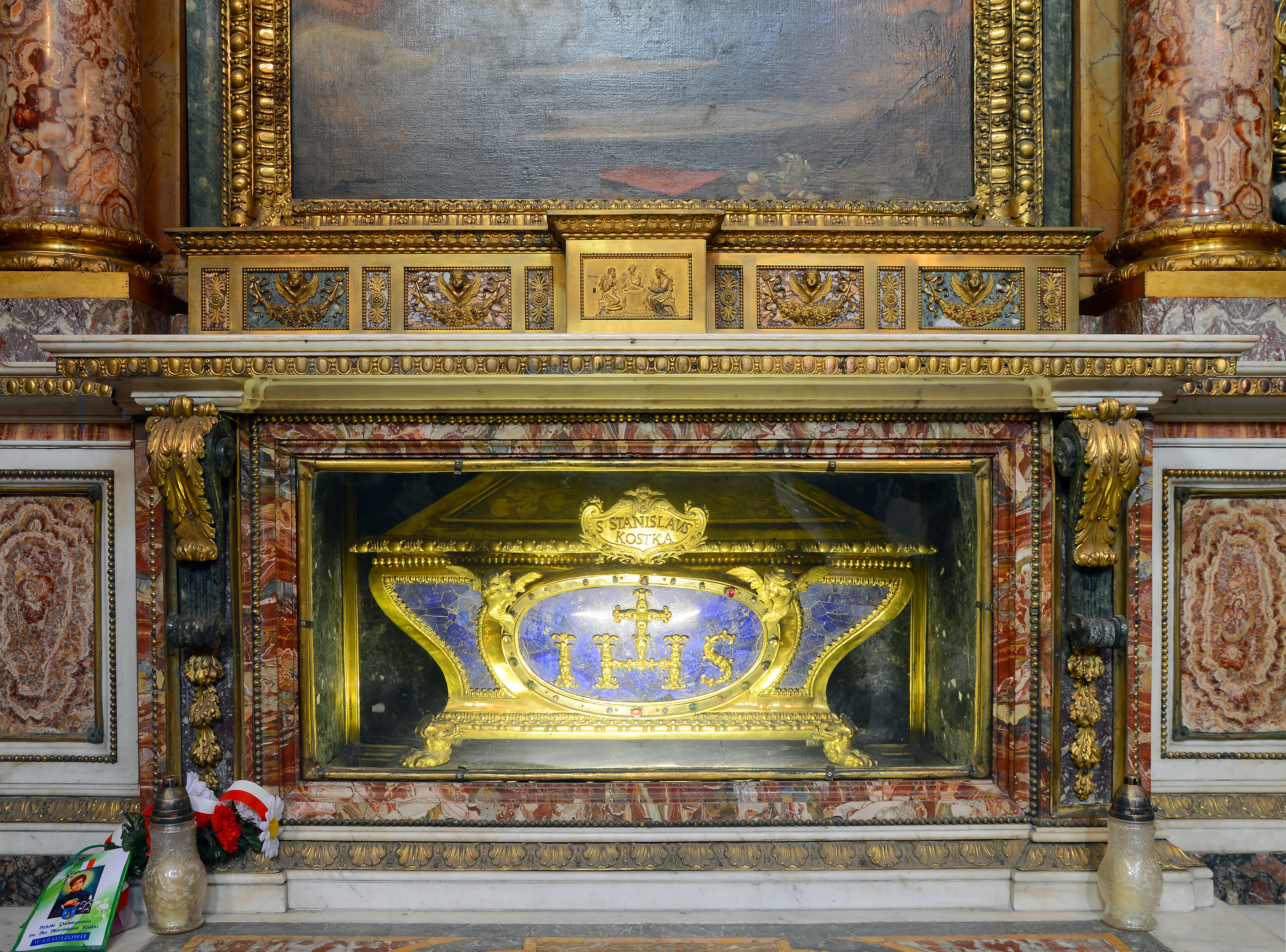
Châsse avec reliques du saint dans l'église Sant'Andrea al Quirinale à Rome.

Dans un bref apostolique de 1602, le pape Clément VIII parle de lui comme d’un « bienheureux ». Il sera canonisé le 31 décembre 1726 (avec Louis de Gonzague) par le pape Benoît XIII.
Son tombeau se trouve à l'église Sant'Andrea al Quirinale à Rome. Dans une chambre y attenant se trouve un gisant de marbre qui le représente, œuvre de Pierre Le Gros le jeune.

## Vénération et souvenir
- Saint-Stanislas-de-Kostka, municipalité du comté de Beauharnois-Salaberry au Québec, a été nommée en son honneur.
- Le lycée Saint-Stanislas (Nantes) est placé sous son patronage.
- L'Église Saint-Stanislas-Kostka de Chicago est placée sous son vocable.
- L'école primaire et maternelle Saint-Stanislas (Toulouse) est placé sous son patronage.
- En l'an 2000, à occasion du 450e anniversaire de la naissance de saint Stanislas, les services postaux de Pologne émirent un timbre commémoratif sur une carte postale spéciale (avec représentation du gisant de Legros).